# 德賴克峰

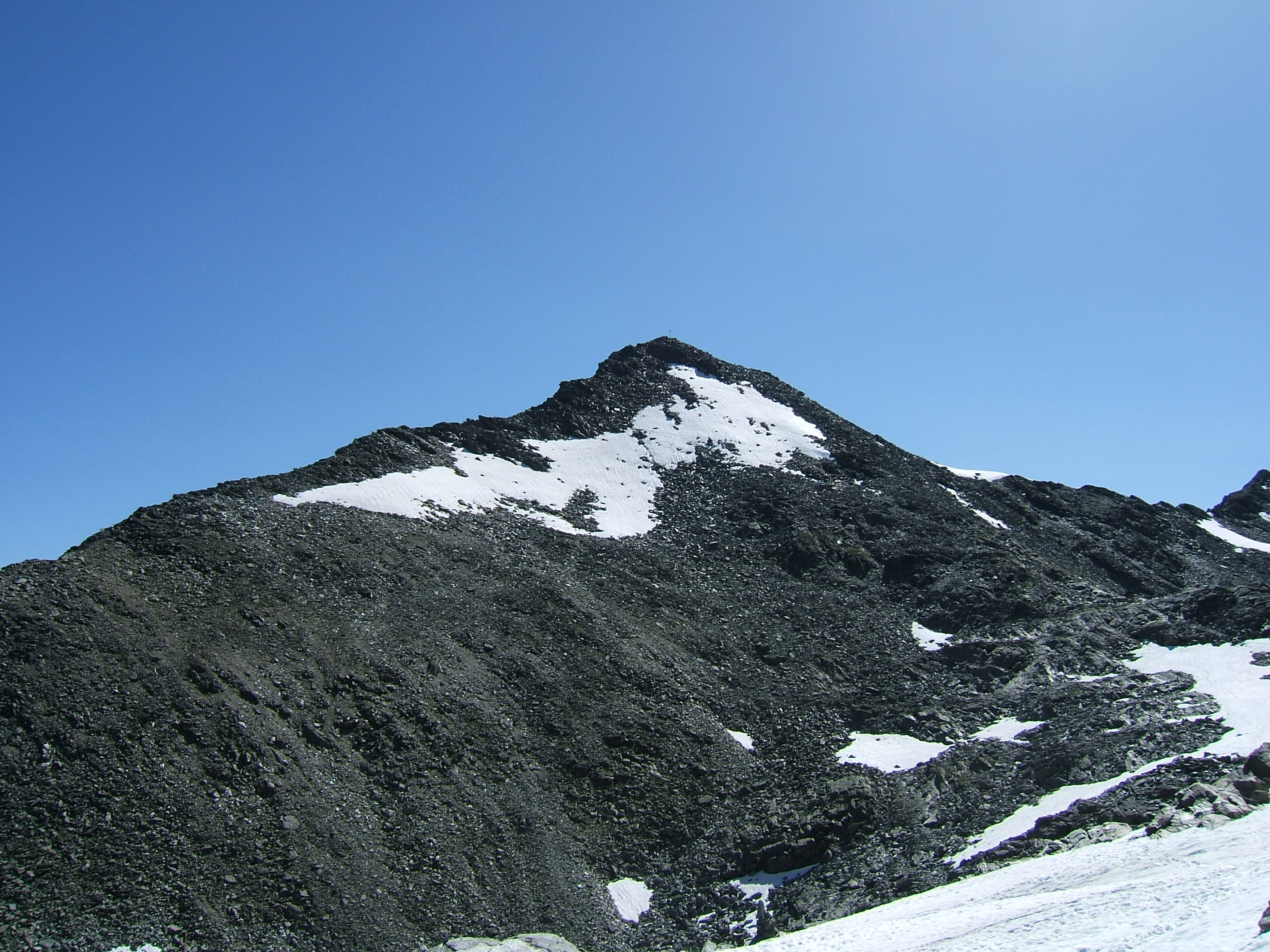

46°57′51″N 12°7′52″E / 46.96417°N 12.13111°E
德賴克峰（德語：Dreieckspitze），是中歐的山峰，位於奧地利和意大利接壤的邊境，屬於里塞費納山脈的一部分，海拔高度3,031米，每年平均降雨量1,874毫米。